# 露絲·查特頓
露絲·查特頓（Ruth Chatterton，1892年12月24日—1961年11月24日）是一位美國舞台劇、電影和電視演員、飛行員和小說家。她在1930年代初期至中期最為受歡迎，並在同一時期成為一名傑出的飛行員，是當時美國為數不多的女飛行員之一。1930年代末，查特頓退出電影界，但繼續在舞台劇發展她的事業。從1940年代末開始，她出演過多個電視角色，並在1950年代成為一名成功的小說家。

## 生平
1960年，查特頓的第三任丈夫去世後，她獨自住在康乃狄克州雷丁的家中。1961年11月21日，朋友來探望露絲·查特頓時，她突發腦溢血。她被送往康乃狄克州諾沃克的諾沃克醫院，於11月24日在醫院去世。露絲·查特頓被火化並埋葬在紐約州新羅謝爾比奇伍茲公墓。

## 外部連結
- 露絲·查特頓在互联网电影资料库（IMDb）上的資料（英文）
- TCM电影资料库上露絲·查特頓的资料（英文）